# Project Openbaar Vervoer Schiphol-Amsterdam-Almere-Lelystad
Het Project Openbaar Vervoer Schiphol-Amsterdam-Almere-Lelystad (afgekort: OV SAAL) is een groot spoorproject in Nederland om de capaciteit van de Schiphollijn en de Flevolijn tussen Schiphol en Lelystad te verhogen. Het project maakt deel uit van het Programma Hoogfrequent Spoorvervoer. De plannen zijn verdeeld in korte termijn (tussen 2010 en 2016), een middellange termijn en een lange termijn. De middellange termijn betrof in 2017 de periode tot 2020 en de lange termijn de periode daarna. In 2022 werden maatregelen voor de middellange termijn vermeld die zouden worden opgeleverd tot en met het vierde kwartaal van 2029. De lange termijn was toen al uitgesteld naar na 2030. Voor de lange termijn zijn er begin 2024 nog geen concrete plannen.

## Korte termijn
Tussen 2010 en 2016 zijn er werkzaamheden verricht die het mogelijk maken het aantal treinen tussen Schiphol en Lelystad te verdubbelen van zes naar twaalf treinen per uur. Hiervoor is er 900 miljoen euro beschikbaar gesteld.

### Werkzaamheden
Om de capaciteit te verhogen werden er nieuwe sporen aangelegd, extra wissels of keermogelijkheden gemaakt en nieuwe viaducten of bruggen gebouwd. Daarnaast werd er aandacht besteed aan geluidshinder.

#### Spoor
- Over 8 kilometer lengte vanaf de Riekerpolder aansluiting tot Station Duivendrecht verdubbeling van de spoorbaan van twee naar vier sporen; deze uitbreiding werd, evenals de hieronder genoemde viaducten, op 10 augustus 2016 in gebruik genomen;[5]
- Nieuwe wissels tussen Weesp en Muiden;
- Twee keersporen aan de oostzijde van Almere Oostvaarders;
- Twee keersporen aan de oostkant van Almere Centrum;
- Spoor met wisselverbinding aan de westzijde van Almere Centrum.

#### Viaducten
- Aanpassing viaduct bij Bijenpark;
- Dubbelsporig viaduct en enkelsporig viaduct bij Johan Huizingalaan / fly-over Riekerpolder aansluiting en de verbindingsweg A10 - A4;
- Tweesporig viaduct bij kruising met de Museumtramlijn;
- Driesporig viaduct bij de Amstelveenseweg;
- Enkelsporig viaduct bij de Beethovenstraat;
- Twee nieuwe enkelsporige viaducten bij de Europaboulevard;
- Dubbelsporig viaduct bij de Rozenoordspoorbrug over de Amstel;
- Dubbelsporige viaducten bij kruisingen van hoofdrijbanen en verbindingswegen van A10 en A2 ter hoogte van Knooppunt Amstel;
- Driesporig viaduct bij kruising met de Van der Madeweg;
- Twee enkelsporige viaducten bij de Holterbergweg.

#### Bruggen
- Uitbreiding van de Schinkelbrug met een beweegbare dubbelsporige brug, deze uitbreiding is op 7 september 2015 in gebruik genomen;[6]
- Vechtbruggen bij Weesp stiller maken.

#### Stations
- Op station Duivendrecht werden de perrons van de sporen 1 en 4 75 meter naar het oosten verschoven;
- Op station Amsterdam RAI is een extra perron gekomen, is de stationshal vergroot en zijn er geluidschermen geplaatst;
- Op station Almere Centrum zijn de perrons met zeventig meter verlengd.

## Middellange termijn
De plannen voor de middellange termijn waren in 2017 bedoeld voor de periode tot 2020. Dit betrof onder andere uitbreiding van het spoor in Weesp en introductie van het beveiligingssysteem ERTMS op het traject van Schiphol naar Lelystad en tussen Amsterdam en Hilversum. Met dit nieuwe beveiligingssysteem kunnen treinen dichter op elkaar en daardoor dus ook in een hogere frequentie rijden. Hiervoor was 500 miljoen euro beschikbaar gesteld.
Al in 2018 werd de geplande termijn opgerekt en werd 2028 als einddatum vermeld. Het doel van de maatregelen op deze termijn was om te komen tot een dienstregeling met 6 intercity's en 6 sprinters op de corridor waar het project om draait, naast 4 intercity's tussen Almere en Amsterdam Centraal en 2 sprinters tussen Almere en Utrecht. In 2019 keerde de geplande opleverdatum van 2020 terug maar werd implementatie van ERTMS niet langer als deel van dit project op deze termijn vermeld en stonden desondanks nog maatregelen op de planning die naar verwachting pas in het vierde kwartaal van 2027 zouden worden opgeleverd.
In 2019 werd bekend dat de beoogde dienstregeling niet haalbaar was. In 2020 werd vervolgens aangegeven dat nu werd ingezet op een "innovatief vervoersconcept waarbij op de SAAL corridor sprinters en intercity's deels gescheiden worden". Intercity's zouden daarbij "hoogfrequent van Flevoland en het Gooi naar Amsterdam Zuid" rijden en "sprinters hoogfrequent van Flevoland en het Gooi naar Amsterdam Centraal." Hiervoor was "geen spooruitbreiding nodig bij Weesp". De nu beoogde dienstregeling op de SAAL-corridor bestond uit:
- 4 intercity's tussen Flevoland en Schiphol via Amsterdam Zuid; en
- 4 sneltreinen tussen Flevoland en Schiphol via Amsterdam Zuid;

naast
- 4 intercity's tussen Schiphol en Hilversum via Amsterdam Zuid;
- 6 sprinters tussen Almere en Amsterdam Centraal;
- 4 sprinters tussen Hilversum en Amsterdam Centraal; en
- 2 sprinters tussen Utrecht en Almere via Hilversum.[9]

Ondanks het schrappen van de plannen voor uitbreiding van het spoor in Weesp moet nog wel een geluidsscherm gerealiseerd worden bij de Bloemendalerpolder. In de planning werden halverwege 2022 maatregelen vermeld die zouden worden opgeleverd tot en met het vierde kwartaal van 2029. Eind dat jaar was de planning alweer verder verschoven en werd vermeld dat de implementatie van ERTMS op de SAAL corridor niet meer zou worden opgeleverd tussen 2027 en 2029 maar pas tussen 2029 en 2031.